# Pandankrajan
Pandankrajan is een bestuurslaag in het regentschap Mojokerto van de provincie Oost-Java, Indonesië. Pandankrajan telt 2591 inwoners (volkstelling 2010).